# Goa’uld
Goa’uld – fikcyjny, inteligentny gatunek paleoastronautów wymyślony na potrzeby serialu fantastyczno-naukowego zatytułowanego Gwiezdne wrota. Ich planetą macierzystą jest P3X-888. Do przeżycia potrzebują połączenia się symbiozą z nosicielem, najczęściej człowiekiem.
Zniewolili niezliczoną liczbę światów, używając ich mieszkańców jako nosicieli, żołnierzy, górników oraz niewolników. Swoją potęgę osiągnęli dzięki sprawnemu przejmowaniu technologii innych ras.

## Biologia i rozwój
Stworzenia te rodzą się z królowych Goa’uldów. Podczas narodzin każdy symbiont dziedziczy genetyczną pamięć swojego poprzednika. Przez pewien czas po urodzeniu Goa`uldzi są bezbronnymi larwami. By przetrwać, muszą znajdować się w zbiorniku wodnym znajdującym się w polu elektrycznym. Niedojrzałe osobniki są inkubowane w kieszeniach umieszczonych w brzuchach Jaffa. Wiele lat zajmuje pełne dojrzenie symbionta i osiągnięcie gotowości do przyjęcia nosiciela.
Młode Goa’uldy bywają jasne z dwoma czarnymi oczami, starsze bardziej szare lub zielone. W pełni dojrzały osobnik ma cztery świecące na czerwono oczy oraz płetwy pomocne przy poruszaniu się w wodnym środowisku, potrafią skakać na znaczne odległości, używając swych czterech szczęk, przebijają się przez kark (lub przez delikatna tkankę na tylnej ściance jamy ustnej), owijają wokół kręgu szyjnego. Momentalnie Goa’uld zyskuje kontrolę nad ciałem nosiciela i tłumi jego świadomość. Gdy symbiont kontroluje nosiciela, zazwyczaj używa charakterystycznego, zmienionego głosu lecz kontrolowana osoba może przemawiać także swoim głosem w celu oszukania rozmówcy. Osoba o silnej woli może walczyć o swoją świadomość i w pewnym niewielkim stopniu wpływać na świadomość pasożyta.
Goa’uldy posiadają niesamowite zdolności lecznicze, a z pomocą sarkofagu są w stanie żyć setki lat w ciele nosiciela.
Człowiek będący nosicielem żyje o wiele dłużej niż normalnie i uzyskuje pewne dodatkowe zdolności takie jak szybsza regeneracja oraz większa odporność i siła. W jego krwi pojawiają się cząsteczki naquadahu, co umożliwia korzystanie m.in. z urządzenia leczącego oraz z broni naręcznej umożliwiającej wytworzenie uderzeń telekinetycznych oraz manipulowania ludzkim układem nerwowym na małe odległości.

## Historia
Ojczystą planetą Goa’uld-ów jest P3X-888 na której wyewoluowali jako zwierzęta wodne. Nauczyli się zdobywania na nosicieli Unasów, innego rozumnego gatunku na tamtej planecie.
Kilka tysięcy lat temu, po opanowaniu przez nich techniki podróży przez sieć Gwiezdnych Wrót wielu z nich opuściło swoją planetę, lecz ich część nadal żyje dziko w wodach P3X-888.
Niezdolny do znalezienia nosicieli przez wiele lat, gatunek zaczynał być uznawany za wymierający, aż do momentu gdy Ra w swojej podróży przez kosmos przybył na Ziemię – (Planeta Tau’ri P2X-3YZ, galaktyka Pegaza).
Na niej zdobył ludzkiego nosiciela, a z wielu innych przedstawicieli tego gatunku uczynił niewolników a następnie rozesłał po wielu światach w galaktyce.
To samo uczyniło wielu innych przedstawicieli gatunku.
Goa’uldzi często podawali się za bóstwa z wierzeń ludzi by zdobyć nad nimi władzę.
Goa’uld-owie byli odpowiedzialni za stworzenie ludu Jaffa. Stali się oni inkubatorami dla larw oraz służyli za armię na ich licznych podległych planetach, zwiększając szanse przetrwania.
W okresie trwania serialu elitarna jednostka SG-1 pokonała wielu Goa’uldów i położyła kres ich władzy nad galaktyką. Oddział ten był zamieszany w śmierć między innymi: Apofisa, Seta, Sokara, Hathor, Heru’ura, Kronosa, Ozyrysa czy Aresa.
Najpotężniejszym z Goa’uldów był niewątpliwie Anubis, który dzięki interwencji Omy Desali stał się istotą żyjącą na pograniczu naszego spektrum materialnego a wyższego planu egzystencji. Był drugim Goa’uldem, który najechał Ziemię swoją armadą i musiał uznać wyższość Tau’ri, podobnie jak Aphophis (dzięki odkryciu potężnej broni Pradawnych znalezionej w dawnym ich posterunku na Antarktydzie). Chociaż żaden z żyjących nie mógł zniszczyć go bez materialnej formy, to zgubiła go jego własna pewność siebie. Po odbiciu z rąk rebelii Jaffa broni Pradawnych mającej moc zniszczenia każdej żywej istoty w galaktyce (dzięki sieci Gwiezdnych wrót) Oma Desala poświęciła własne życie, aby naprawić swój błąd i zniszczyć Anubisa.

## Władcy Systemu
Grupa Goa’uldów, którzy walczą i dzielą między sobą galaktykę. Utożsamiają się z wybranym bogiem lub bóstwem z jednej z wielu ziemskich mitologii. Armiami Władców Systemu są Jaffa, których przekonują o swojej rzekomej boskości dzięki posiadanej zaawansowanej technice. Każdy z nich posiada swój znak, który jego poddani mają wytatuowany na czole.

### Lista Władców Systemu
| Imię                    | Pierwowzór                                                             | Postać mityczna                        | Opis | Symbol            |
| Mitologia egipska       | Mitologia egipska                                                      | Mitologia egipska                      | Mitologia egipska | Mitologia egipska |
| ----------------------- | ---------------------------------------------------------------------- | -------------------------------------- | --- | ----------------- |
| Ra                      | Ra, bóg słońca                                                         | Ptak                                   | Pierwotnie najważniejszy z Władców Systemu, zginął od wybuchu bomby atomowej podłożonej przez Jacka O’Neilla na jego okręcie typu „Cheops” nad Abydos. |                   |
| Anubis                  | egipskie imię boga zmarłych                                            | Szakal                                 | Niegdyś Władca Systemu, wygnany za zbytnią, nawet jak na Goa’uldów, brutalność. Po wielu latach powrócił do łask. Jeden z najpotężniejszych Władców Systemu. Nie posiadał cielesnej formy, gdyż był pół ascendentem. Uwięziony w wiecznej walce przez Ome Desalę. |                   |
| Apophis (czyt:Apofis)   | egipskie imię Apopa, boga ciemności i chaosu                           | Wąż                                    | Pierwszy Władca Systemu z którym SGC prowadziło wojnę Zginął przez upadek swojego statku bazy typu Ha'tak na planecie Delmak – spowodowanym zniszczeniem napędu podświetlnego (przez sg1) który wyhamowuje okręt po wyjściu z hiperprzestrzeni.                   |                   |
| Ozyrys                  | Ozyrys, bóg śmierci                                                    | Mumia z dwoma rogami, lub stonoga      | Odnaleziony przez archeologów w urnie Goa'uld, w ukrytym egipskim grobowcu, przejął ciało bliskiej towarzyszki Daniela Jacksona. Ostatecznie został z usunięty przez Tok’ra. Dalsze losy nie są znane.                                                            |                   |
| Heru-ur                 | Horus, bóg nieba                                                       | Jastrząb                               | Syn Ra i Hathor. Zginął, poprzez zniszczenie swojego okrętu klasy Ha'tak poprzez Okręt flagowy Apophisa. |                   |
| Sokar                   | Sokar, bóg przyjęcia i oczyszczenia zmarłego władcy                    | Sokół                                  | Zabity, gdy księżyc Netu został zniszczony przez Tok’ra. |                   |
| Sobek                   | Sobek, bóg płodności i wody                                            | krokodyl                               | Zdradzony i zabity przez Kali i Bastet. |                   |
| Hathor                  | Hathor, bogini miłości, radości, muzyki i tańca oraz patronka zmarłych | krowa                                  | Królowa Goa’uldów, partnerka Ra. Zabita przez Jacka O’Neila. |                   |
| Set                     | Set, bóg burz, pustyni i Górnego Egiptu                                | Wyimaginowane zwierzę.                 | Przez tysiące lat ukrywał się na Ziemi. Został zabity przez Samanthę Carter. |                   |
| Bastet                  | Bastet, bogini miłości i płodności                                     | Kot                                    | Zawarła układ z Sobkiem, potem wystąpiła przeciwko niemu. |                   |
| Mitologia japońska      |                                                                        |                                        | |                   |
| Amaterasu               | Amaterasu, bogini słońca                                               | Kobieta                                | Jedna z Władców Systemu, którzy przybyli na Ziemię prosić Tau’ri o pomoc w walce z Baalem. |                   |
| Mitologia grecka        |                                                                        |                                        | |                   |
| Kronos                  | Kronos, ojciec Zeusa                                                   | Tytan                                  | Ojciec Teal'ca był jego przybocznym. Członek delegacji Władców Systemu podczas negocjacji dołączenia Ziemi do Traktatu Planet Chronionych. Zginął zabity przez sobowtóra Teal'ca.                                                                                 |                   |
| Ares                    | Ares, bóg wojny                                                        | Mężczyzna                              | Uciekając przed Baalem wrócił na swoją byłą planetę, na której Harry Maybourne był królem. |                   |
| Mitologia hinduistyczna |                                                                        |                                        | |                   |
| Nirrti                  | Nirrti, mroczna bogini zniszczenia                                     |                                        | Członek delegacji Władców Systemu podczas negocjacji dołączenia Ziemi do Traktatu Planet Chronionych. Zginęła zabita przez Wodana, jednego z ludzi na których przeprowadzała eksperymenty.                                                                        |                   |
| Chińskie legendy        |                                                                        |                                        | |                   |
| Yu                      | Yu chiński cesarz, dynastia Xia                                        |                                        | Członek delegacji Władców Systemu podczas negocjacji dołączenia Ziemi do Traktatu Planet Chronionych. Zabity przez klona Samanthy Carter stworzonego przez Replikatory.                                                                                           |                   |
| Mitologia ugarycka      |                                                                        |                                        | |                   |
| Baal                    | Baal, bóg burzy, deszczu                                               |                                        | Jego groźby skłoniły Władców Systemu do układania się z Ziemią. |                   |
| Mitologia Jorubów       |                                                                        |                                        | |                   |
| Olokun                  | Olokun, bóg oceanu                                                     |                                        | Oskarżony o sympatyzowanie z wrogami Władców Systemu. |                   |
| Mitologia celtycka      |                                                                        |                                        | |                   |
| Morrigan                | Morrigan, bóg wojny, zniszczenia                                       |                                        | Został zabity przez urządzenie obronne swojego statku. |                   |
| Mitologia słowiańska    |                                                                        |                                        | |                   |
| Svarog                  | Swaróg, bóg nieba, słońca, ognia, kowalstwa                            | Raróg, ognisty ptak, najczęściej sokół | Jeden z Władców Systemu. Przypuścił atak na Latonę (P2A-018), jednak atak został odparty przy użyciu maszyny nazywanej „Strażnikiem” lub „Wartownikiem” (ang. Sentinel)                                                                                           |                   |

### Sojusz Linvris
Istniała także tak zwana „Druga liga”, niewielki sojusz Goa’uldów sprzeciwiających się Władcom Systemu. Wiadomo o niej tylko tyle iż liczyła dziewięciu członków, wszyscy zostali zabici urządzeniem stworzonym przez Machello.

### Pomniejsi Goa’uldowie znani z imienia
- Amonet – żona Apofisa, zabita przez Teal'ca
- Klorel – usunięty z ciała Skaary przez Tollan, nic nie wiadomo o jego dalszym losie
- Zipacna – sługa najpierw Aphopisa a potem Anubisa
- Tanif – służył najpierw Aphopisowi a potem Anubisowi, zabity przez Teal'ca
- Izyda – znaleziona podobnie jak Ozyrys przez archeologów w urnie. Jednak ze względu na uszkodzenie urny Goa’uld w momencie odnalezienia był już martwy
- Marduk – został zdradzony i uwięziony w sarkofagu przez swoich własnych kapłanów, zabity przez stworzenie podobne do pająka, które także posiadało w swoim ciele symbiont Goa’ulda
- Bynnar – sługa Sokara, władca Netu, zabity przez Aphopisa
- Terok – sługa Her'ura, torturował Teal'ca, zabity przez Jaffa Rak'nora
- Jadin – służyła Kronosowi, zabita przez klon Samanthy Carter
- Imhotep – zabity przez Teal'ca
- Mot – sługa Baala, zabity przez Natanię

## Harcesis
Ludzkie dziecko poczęte przez dwoje Goa’uldów, posiadające ich genetyczne wspomnienia. Wśród Goa’uldów istnieje zakaz rodzenia takich dzieci, jako że mogą być one zagrożeniem dla ich rasy (mogą wyjawić wrogom całą ich wiedzę i technologię).

## Tok’Ra
Istnieje odrębna rasa wywodząca się z Goa’uldów, która nazywa sama siebie „Tok’ra”. Pod względem fizycznym Tok’Ra w niczym nie różną się od Goa’uldów – jest to pasożytnicza rasa, która do przeżycia potrzebuje ludzkich nosicieli. Różnią się od swoich pobratymców tym, że ich nosiciele muszą wyrazić zgodę na połączenie i być świadomymi jego skutków. Tok’Ra są ruchem oporu, żyjącym w dobrowolnej symbiozie ze swoimi ludzkimi nosicielami.
Wszyscy Tok’Ra pochodzą z miotu królowej Egerii, która 2000 lat wcześniej, zdała sobie sprawę jakie zło stanowi jej gatunek i podjęła decyzję by zwrócić się przeciwko Ra i Władcom Systemu (nazwa Tok’Ra dosłownie oznacza „przeciwko Ra”). Całe jej potomstwo posiadało genetycznie odziedziczone idee, wskutek czego narodził się ruch oporu. Do ich drugoplanowych celów zalicza się utrzymywanie równowagi feudalnej wśród Władców Systemu, tak by żaden inny Goa’uld nie dominował nad innymi.
Tok’Ra nie lubią być porównywani do Goa’uldów, uważając, że ich idee i sposób życia czynią ich innymi od pozostałych przedstawicieli ich gatunku. Są w nieustannym ruchu, zmieniając co pewien czas położenie swojej bazy, a także obsługując wiele baz równocześnie. Bazy tworzą pod powierzchnią ziemi by uniknąć wykrycia ze strony Władców Systemu.. Tok’Ra są kierowani przez Najwyższą Radę.
Stworzyli toksynę zdolną zabić wszystkie symbionty. Ze względu na historię i wspólne cele Tok’Ra stali się głównym sprzymierzeńcem SG-1. W pewnym momencie serialu utworzono sojusz Jaffa, Tok’Ra i ludzi.

### Znani przedstawiciele
- Anise (imię oznacza szlachetną siłę) – pojawia się w sezonie 4 jako członkini ruchu Tok’ra. Jej nosicielka ma na imię Freya, grana przez Vanessę Angel. Anise jest utalentowanym naukowcem i historykiem. Pracowała nad naramiennikami stworzonymi przez wymarłą rasę Atanik. Naramienniki te miały podobno dawać tym, którzy je noszą niesamowitą siłę i szybkość. Anise testowała te urządzenia na SG-1. Gdy okazuje się, że działają, prosi drużynę by wyruszyli na misję, której celem jest zniszczenie prototypu nowego statku budowanego przez Apofisa. Anise znowu odwiedza, gdy Jaffa Shau'nac uważała, że przekonała swego symbionta by dołączył do Tok’Ra. Jest obecna przy połączeniu tego symbionta, Tanith'a z nosicielem ochotnikiem. Gdy Teal'c odkrywa dwulicowość Tanith'a, Anise wyjaśnia, że Tok’Ra mają nadzieję na wykorzystanie Tanith'a do siania dezinformacji u Goa’uldów. Anise asystuje później w badaniu personelu SGC w związku z przypadkami zatarc'ów. Stawia błędną diagnozę dla O’Neilla i Carter, którzy nie powiedzieli całej prawdy podczas badania, by ukryć uczucia wobec siebie. Freyę pociągał Jack O’Neill, ale jej symbiont wolał Daniela Jacksona.
- Egeria – postać grana przez Gwynyth Walsh. Królowa Tok’Ra, uważana za zabitą 2000 lat temu. Ostatnim miejscem pobytu Egerii była planeta Pangara gdzie, Egeria stoczyła bitwę z Ra. Legendy mówią, że ją zabił jednakże, została odkryta przez Pangaran w grobowcu w naczyniu podtrzymującym życie i przez 50 lat eksperymentowano na niej i jej potomstwu. Pangaranie, uświadomiwszy sobie co jej zrobili uwolnili Egerię, dowiedziawszy się od jej nosicielki Kelmaą, iż Egeria zatruła swoje młode, myśląc że kiedyś Pangaranie odkryją błędy w eksperymencie. Tak się nie stało i substancja, którą Pangaranie otrzymali z jej potomstwa i stała się tretoniną. Ostatnim jej czynem było ocalenie Pangaran przywracając ich wszystkich do zdrowia. Krótko po tym zmarła. Jej zwłoki zostały zabrane przez Tok’Ra.
- Jolinar z Malkshur była wpływowym członkiem ruchu Tok’Ra. Według Teal'ca, dowodziła kiedyś armią, która o mały włos nie pokonała Władców Systemu, ale ostatecznie została pokonana, gdy do walki dołączyli Apofis i Ra. W serialu pojawia się pierwszy raz w ciele mężczyzny na planecie Nassya, na krótko przed połączeniem się z Samanthą Carter. Pojawia się też we wspomnieniach, w ciele poprzedniej nosicielki Roshy, granej przez Tanyę Reid. Gdy Jolinar była połączona z Roshą zakochała się w innym Tok’Ra Martoufie/Lantashu. Sokar pojmał Jolinar i zesłał ją do więzienia na księżycu Ne'tu. Była tam torturowana. Zdołała jednak uciec, uwodząc podwładnego Sokara – Bynarr'a i wykradając mu klucz do urządzenia transportowego. Nigdy nie powiedziała Martoufowi jak zdołała uciec.
- Jacob Carter – grany przez Carmen Argenziano, ojciec Samanty Carter, jednej z głównych bohaterek „Gwiezdnych Wrót”. W pewnym momencie swego życia zachorował na raka z nikłą szansą na przeżycie. W tym samym czasie SG-1 prowadziło rozmowy z Tok’Ra, dotyczące sojuszu między nimi a Tau’ri. Po pewnych nieporozumieniach i groźnych sytuacjach uzgodniono, że ludzie z ziemi, niemający szans na przeżycie, będą mieli szansę zostać nosicielami Tok’Ra, ratując swoje i ich życie. Jacob Carter był pierwszą taką osobą, a symbiont którego jest nosicielem nosi nazwę Selmak.
  - Selmak – grana przez Carmen Argenziano jako Jacob Carter/Selmak i Joy Coghill jako Saroosh/Selmak. Symbiont Tok’Ra połączony niegdyś Saroosh. Jeden z najstarszych i najmądrzejszych Tok’Ra, lojalnym ich sprawie. Selmak miał pozytywny wpływ na swojego nosiciela, potrafi być również irytujący. Wpłynął na nosiciela, aby wrócił na Ziemię i pogodził się ze swoim synem, Markiem. Selmak nieraz ratował SG-1.
- Martouf – grany przez J.R. Bourne’a jest jedną z ważniejszych postaci w szeregach Tok’Ra. Jego partnerką była Rosha, nosicielka Jolinar przez prawie 100 lat. SG-1 spotyka go po raz pierwszy, gdy spotyka nawiązują kontakt z Tok’Ra w sezonie drugim. Odkąd Samantha Carter połączyła się z Jolinar Martouf nawiązuje z nią szczególną więź. Martouf zostaje później powiadomiony gdy Apofis prosi o azyl na Ziemi. Sugeruje wtedy by natychmiast wydać Apofisa Sokarowi. Kilka miesięcy później towarzyszy SG-1 w misji ratunkowej Jacoba Cartera, nosiciela Tok’Ra Selmaka, z Ne'tu. Zostają schwytani i torturowani, ale udaje im się uciec gdy nowa broń Tok’Ra niszczy Ne'tu. Jakiś czas później okazuje się, że Martouf został zatarc'iem gdy próbuje zabić prezydenta Stanów Zjednoczonych. Zostaje nakryty i w efekcie zastrzelony przez Carter.
  - Lantash – symbiont Martoufa, Lantash przeżył śmierć swego nosiciela. Jednak nawet w 2 lata po zamachu Lantash jest wciąż bardzo słaby. Podczas bombardowania bazy Tok’Ra przez Goa’uldów pęka pojemnik, w którym go trzymano. Wtedy zmuszony jest połączyć się z rannym porucznikiem Elliotem (grał go Courtenay J. Stevens) by obaj mogli przeżyć. Lantash i Elliot poświęcają swoje życie gdy okazuje się, że Lantash nie ma sił by naprawić obrażenia. Elliot i Lantash uwalniają truciznę groźną dla symbiontów, unieszkodliwiając potężną armię Jaffa co skutkuje też śmiercią ich obu.